# 科欽造船廠

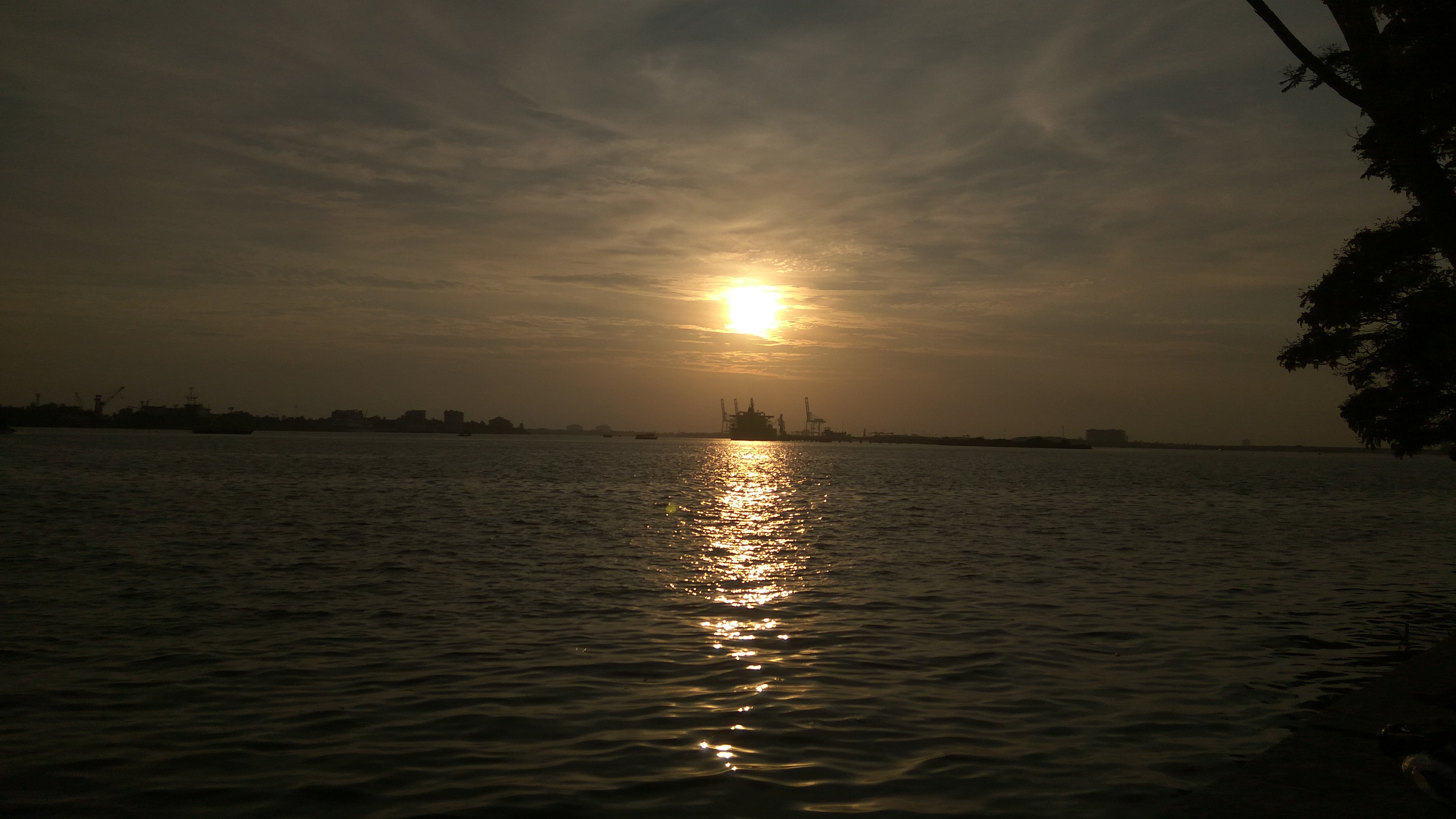
科钦造船廠

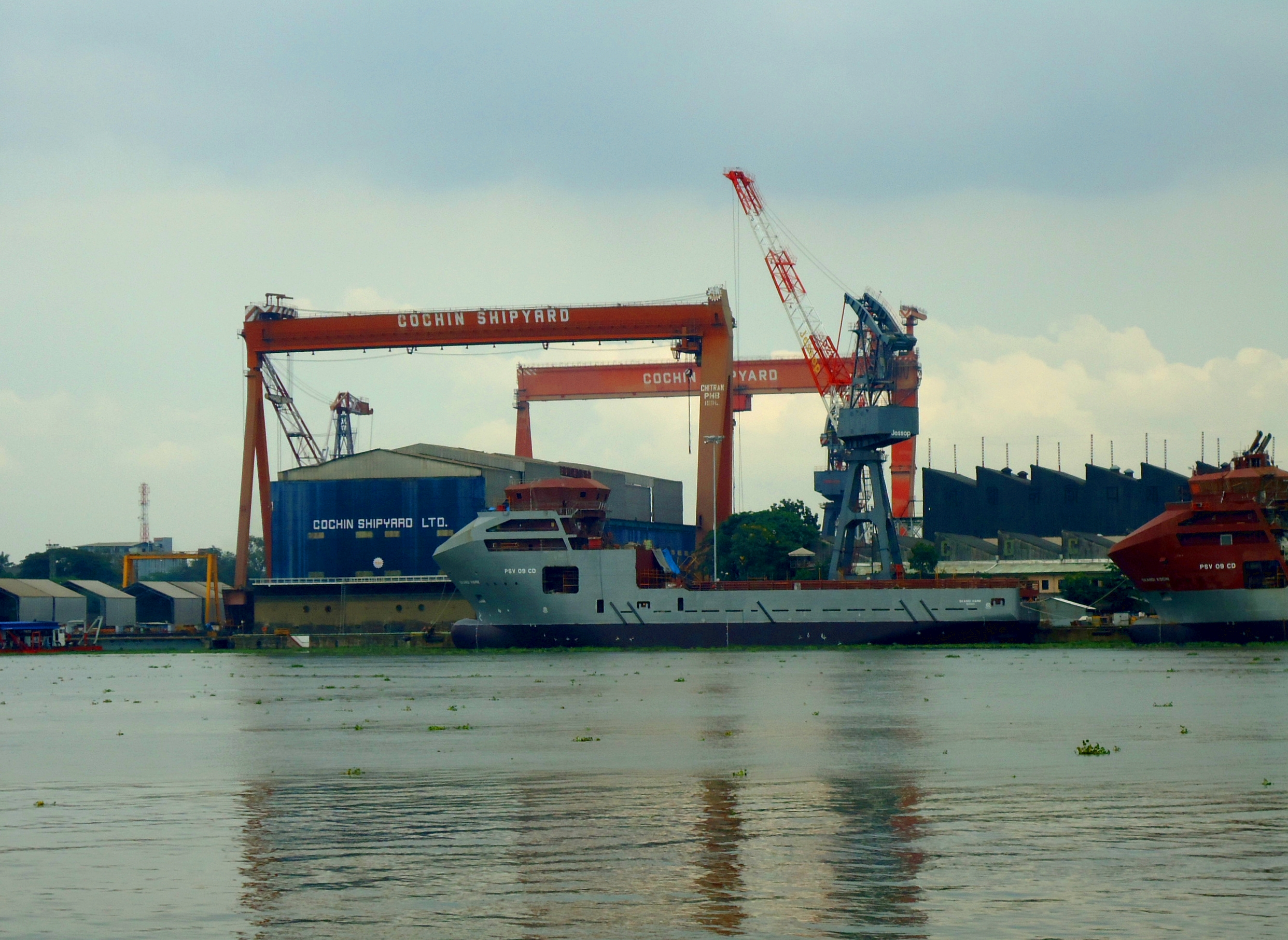
科钦造船廠的起重機

科欽造船廠有限公司（英語：Cochin Shipyard Limited）是印度最大的造船和維修設施，位於印度喀拉拉邦擁有許多航海設備的港口城市柯枝。船廠主要的業務是建造鑽井平臺供應船和雙殼油輪，目前則正在為印度海軍第一艘自行研製的航空母艦進行打造工程。作為印度政府轄下擁有的國有企業之一，科欽造船廠於1972年正式成立，並且在1982年開始以第一階段設備開始運作。科欽造船廠擁有能夠建造110萬噸船舶以及維修125萬噸船艦的能力，這也使得其為印度最大的造船廠。2012年8月時，印度政府宣布計劃於當年度逐步撤走資金，並且藉由首次公開募股的方式募集15,000萬盧比作為進一步發展的資金。此外科欽造船廠也負責訓練專精於輪機工程的大學畢業工程師，每年大約培訓了100多名學員。